# Rustico
Rustico est un village de l'Île-du-Prince-Édouard, au Canada.
Statistique Canada inclus Rustico dans le Lot 34.

## Personnalité
- Stanislas Blanchard (1871-1949), homme politique, né à Rustico.